# Maître Vipère
Maître Vipère est un personnage fictif du film d'animation américain Kung Fu Panda, sorti en 2008.

## Éléments d'une biographie fictive
Vipère est la fille du plus grand chef que le clan des vipères ait jamais eu ; son venin pouvait tuer 12 gorilles et un crocodile d'un seul coup. Malheureusement, cette naissance déçut le chef ; en effet, l'enfant n'avait pas de crochet, donc pas de venin qui rendait le clan si redoutable. Le maître dut donc défendre seul tout le monde.
Pour faire sourire son père, qui ne se remettait pas de la naissance de sa fille sans crochet, Vipère s'amusait à danser avec des rubans. C'est ainsi qu'elle devint la meilleure danseuse du village. Mais malgré sa si forte agilité, il lui manquait le courage; en effet, vue son manque de crochets, elle restait toujours cachée chez elle.
Mais un soir de fête, lorsque son père se brisa les crochets en voulant tuer un bandit gorille, elle maitrisa le méchant avec ses rubans et acquit ainsi la qualité qui lui manquait pour avoir la maîtrise de soi. 
Par la suite, elle fut admise pour devenir l'élève de Maître Shifu.

## Association
Maître Vipère est directement associée, parmi les cinq cyclones, à l'efficacité.

## Caractère
Maître Vipère est la « mère poule » du groupe. Il faut savoir garder la tête froide et le cœur au chaud pour gérer les personnalités parfois conflictuelles des Cinq Cyclones. Mais ne vous laissez pas influencer par sa douceur. Maître Vipère est une guerrière vive comme l'éclair, capable de venir à bout de l'adversaire le plus effrayant. Son pouvoir réside dans sa force, sa nature sinueuse, sa précision. et sa force de frappe mortelle.

## À noter
- Le clan des vipères, donc le sien, descendrait de puissants dragons. Ce serait leurs flammes qui aurait donné le venin de leurs descendants.